# Friedrich Franz Conradi
Friedrich Franz Conradi (* 23. Oktober 1828 in Alzey; † 7. Februar 1911 in Darmstadt) war ein hessischer Richter und Politiker (NLP) und Abgeordneter der 2. Kammer der Landstände des Großherzogtums Hessen.
Friedrich Franz Conradi war der Sohn des Apothekers Johann Philipp Conradi und dessen Ehefrau Julie, geborene Mathy. Conradi, der evangelischen Glaubens war, heiratete Magdalena geborene Kolbeck (1831–1913).
Conradi studierte ab 1846 Rechtswissenschaften an der Universität Gießen und der Universität Heidelberg und wurde nach dem Studium Gerichtsakzessist in Alzey und 1857 Referendar am Bezirksgericht Alzey. 1861 erhielt er seine erste Richterstelle als Ergänzungsrichter am Friedensgericht Alzey. 1864 war er Anwalt am Bezirksgericht Alzey, wo er 1871 Bezirksgerichtsrat wurde. 1879 wurde er Direktor am Landgericht der Provinz Rheinhessen und 1888 dort Präsident. 1892 wurde er zum Senatspräsidenten an das Oberlandesgericht Darmstadt berufen und stieg dort 1900 zum Präsidenten auf. Dieses Amt hatte er bis zum 15. Juli 1905 inne.
Von 1875 bis 1879 gehörte er der Zweiten Kammer der Landstände an. Er wurde für den Wahlbezirk Rheinhessen 1/Alzey gewählt.